# Mrs Macquarie’s Chair

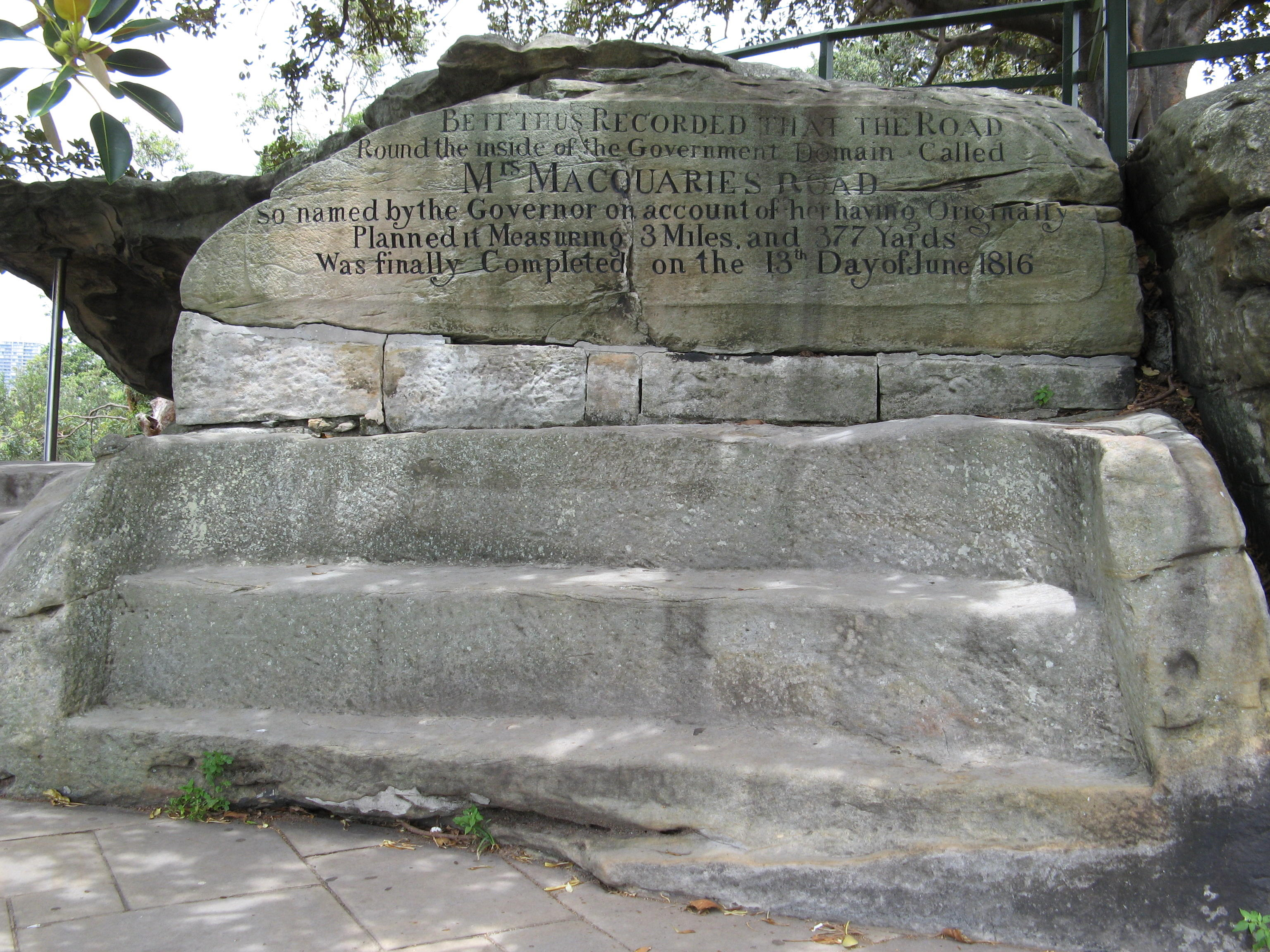
Mrs Macquarie’s Chair im Jahr 2013

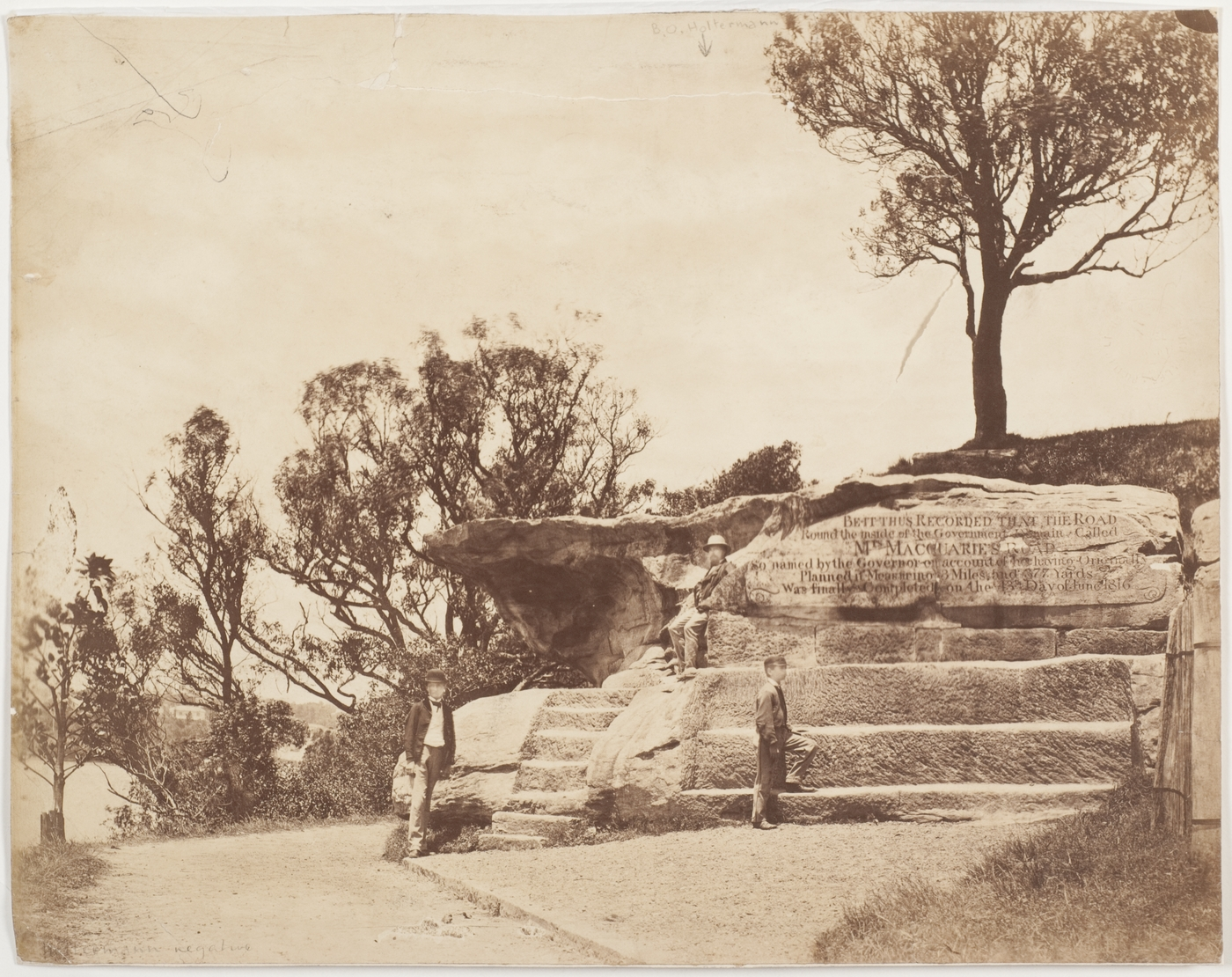
Mrs Macquarie’s Chair im Jahr 1872

Der Mrs Macquarie’s Chair (fälschlicherweise manchmal auch Lady Macquarie’s Chair) ist eine in einen Felsen gehauene Sitzbank in Sydney, Australien. Der freistehende Sandstein-Felsen wurden im Jahr 1810 von Häftlingen für Elizabeth Macquarie bearbeitet. Er befindet sich auf einer Halbinsel am Hafen von Sydney am Ende der Mrs Macquaries Road in der Nähe der Royal Botanic Gardens. Die Halbinsel heißt Mrs Macquaries Point.
Elizabeth Macquarie war die Frau von Lachlan Macquarie, der von 1810 bis 1821 Gouverneur von New South Wales war. Es wird berichtet, dass sie oft auf dem Felsen saß, die Aussicht auf den Hafen genoss und dabei den Schiffen bei der Einfahrt zusah.
Die Inschrift auf dem Stein lautet:

“BE IT THUS RECORDED THAT THE ROAD
Round the inside of the Government Domain Called
Mrs. MACQUAIRIE ROAD
So named by the Governor on account of her having Originally
Planned it MeasuRing 3 Miles, and 377 Yards
Was finally Completed on the 13th Day of June 1816”

„Es sei festgehalten, dass die Straße rund um das Innere des Regierungsareals, Mrs Macquairie Road genannt, so vom Gouverneur benannt nach ihr, die laut Bericht sie ursprünglich mit einer Länge von 3 Meilen und 377 Yards geplant hat, schließlich am 13. Tag des Juni 1816 vollendet wurde.“

Die Landinsel befindet sich zwischen der Garden-Island-Halbinsel und der Woolloomooloo-Bucht im Osten sowie dem Bennelong Point (wo sich das Opernhaus von Sydney befindet) im Westen. Von Mrs Macquarie’s Chair blickt man in Richtung Nordost auf Fort Denison. Die Umgegend auf Mrs Macquaries Point ist ein bekannter Aussichtspunkt mit Blick auf die Oper und die Sydney Harbour Bridge.